# Ярзуткин, Артём Васильевич
Артём Васи́льевич Ярзу́ткин (род. 20 мая 1996, Обнинск, Калужская область, Российская Федерация) — российский волейболист. Член сборной России по пляжному волейболу.

## Биография
Артём Ярзуткин родился 20 мая 1996 года в городе Обнинске Калужской области.
Вместе с сестрой Дарьей (р. 1988) представляет третье поколение волейбольной династии Ярзуткиных.
Воспитанник обнинской волейбольной школы, выпускник СДЮСШОР по волейболу Александра Савина. Игрок волейбольного клуба «Обнинск».
В 2012 году выступал в паре с Максимом Зотовым, с которым занял второе место в Кубке губернатора Калужской области по пляжному волейболу среди юношей 1996—1997 года рождения.
Победитель первенства России по пляжному волейболу 2013 года в Анапе среди юношей 1994—1996 года рождения (в паре с Олег Стояновский).
В сентябре 2013 года в паре с Олегом Стояновским стал победителем юниорского чемпионата Европы (возрастная категория U-18) по пляжному волейболу в Молодечно.
Золотой призёр Юношеской олимпиады 2014 года.
Капитан команды Калужской области по пляжному волейболу.

## Семья
- Дед — Василий Васильевич Ярзуткин (старший), советский волейболист, кандидат в мастера спорта СССР. Тренер-консультант (врач) волейбольного клуба «Обнинск»[3].
- Родители:
  - Отец — Василий Васильевич Ярзуткин (младший), российский волейболист, спортивный функционер[3].
  - Мать — Ирина Борисовна Ярзуткина (урождённая Дрокина, р. 1965), российский детский и юношеский волейбольный тренер[3].
- Тётя — Нина Васильевна Ярзуткина (р. 1984), российская волейболистка[7].
- Сестра — Дарья Васильевна Суворина (урождённая Ярзуткина, р. 1988), российская волейболистка[3].

### Статьи
- Взрослеют по ходу игры // Новая среда +. — 19 июня 2013 года.
- Россияне расстроили фаворитов в квалификации U19 // Волейбольный интернет-портал. — 12 июля 2013 года.
- У русских парней хороший блок // Новая среда +. — 17 июля 2013 года.
- Коротков Сергей. Мы — чемпионы! // Весть. — 15 августа 2013 года.
- Волейболисты калужского Обнинска выбили «золотой дубль» // REGNUM. — 2 сентября 2013 года.
- Обнинские пляжные волейболисты выиграли юношеский чемпионат Европы // НГ-регион. — 10 сентября 2013 года.
- Череда побед обнинских волейболистов в Китае // ТРК «Ника». — 18 августа 2014 года. Архивировано 19 августа 2014 года.